# Amelia van der Werff
Amelia van der Werff (* 11. März 2002 in Leavenworth) ist eine US-amerikanische Volleyballspielerin.

## Karriere
Van der Werff begann ihre Karriere an der Lansing High School. 2020/21 studierte sie an der Middle Tennessee State University und spielte für die Universitätsmannschaft Raiders. Anschließend setzte sie ihr Studium von 2021 bis 2024 an der University of Utah fort und spielte für die Utes. In der Saison 2024/25 war die Mittelblockerin für den slowakischen Verein Slávia Bratislava aktiv. 2025 wurde sie vom deutschen Bundesligisten Dresdner SC verpflichtet.